# Termas romanas de Alameda
El yacimiento de las termas romanas de Alameda (provincia de Málaga) está formado por una serie de estructuras, algunas de ellas bastante complejas, que se han podido documentar gracias a las distintas actividades arqueológicas realizadas. La entidad y variedad de los restos, registrados en una amplia secuencia cronológica, que se inicia en época calcolítica hasta el período romano, documentado este último desde el siglo I al IV, ha permitido estudiar la ocupación de esta zona dentro de la comarca de Antequera.

## Descripción
El yacimiento se compone grosso modo de dos grandes fases. Por un lado un sector se adscribe al período calcolítico y por otro lado tiene una fase romana bastante más desarrollada que la anterior. De la Edad del Cobre se conservan una serie de fosos (hasta una treintena) excavados en la roca, con una tipología variada: en pozo, tipo silo o con corredor. También se han observado, conectando algunos de estos fosos, una serie de canales de reducidas dimensiones. En un principio esta zona se interpretó como necrópolis, pero los estudios actuales tienden a desarrollar una línea diferente; teniendo en cuenta la tipología y los restos hallados en su interior es más probable que se trate de silos. En cambio, sí se ha podido determinar el uso prolongado de estas estructuras, llegando incluso hasta época postmedieval.
La fase romana de este yacimiento se considera como parte de una mansio, posiblemente Vrgapa, citada por el Anónimo de Rávena en la vía Malaca-Hispalis entre Antigaria y Osipon. En la terraza superior se detectan unas instalaciones termales, mientras que la inferior se caracteriza por un conjunto de edificios públicos. Sin embargo recientes excavaciones han venido a completar este panorama con la presencia de una zona industrial donde predominan las piletas.
El complejo termal se delimita mediante muros construidos con sillares. Se define el recinto por tener planta rectangular, pavimentos de opus signinum y muros medianeros realizados mediante opus incertum, algunos con revestimiento de opus signinum. De este edificio, considerado público por su entidad, se conservan diversas estancias absidadas y también varios hypocausta con sus característicos pilares de ladrillos. En general se puede distinguir todavía parte de las salas principales como el frigidarium y el caldarium.
Como ejemplo del resto de la arquitectura pública documentada en este yacimiento se ha localizado una plataforma absidada realizada a base de sillares y que cuenta con varios pilares de opus caementicium, algunos de ellos enlucidos. La singularidad de esta estructura dificulta su interpretación pero por sus características no hay duda de su entidad.
El sector público descrito se consolida a lo largo de los dos primeros siglos de nuestra era, para posteriormente pasar a manos privadas con la aparición de una zona industrial. El máximo exponente de esta área productiva son las piletas que se han podido documentar; realizadas mediante opus caementicium, algunas tienen forma cuadrangular, mientras que otras son más irregulares. Futuros estudios podrán concretar cuál es la actividad que se desarrollaba en estas instalaciones porque actualmente la información es bastante parcial, dado que los resultados de las excavaciones más antiguas, de la década de los ochenta del siglo pasado, son difíciles de interpretar.
Con el objeto de poner en valor el yacimiento arqueológico mediante la construcción de un centro de interpretación, se han realizado sondeos en una de las parcelas donde se han descubierto enterramientos en fosa de difícil adscripción cronológica.